# San Ramon (Kalifornien)
San Ramon ist eine Stadt im Contra Costa County des US-Bundesstaats Kalifornien in den Vereinigten Staaten mit 84.605 Einwohnern (Stand: Volkszählung 2020).

## Geographie
Das Stadtgebiet hat eine Größe von 30,0 km². Die Stadt gilt heute als Vorort von San Francisco und gehört zum Silicon Valley. Sie stellt eine principal city der Metropolitan Statistical Area San Francisco–Oakland–Fremont dar, die wiederum Teil der San Francisco Bay Area ist.
2001 erhielt San Ramon die Auszeichnung Tree City USA.

## Geschichte
Vor der Besiedelung Kaliforniens durch die Weißen gehörte das Land den Seunen-Indianern. Nach 1797 gehörte das Gebiet zu den Weideflächen der Mission San Jose. Später gründete hier Jose Maria Amador seine Ranch.
Der Name stammt von einem Indianischen Cowboy, der hier für die Mission Schafe hielt. Das „San“ wurde beigefügt, um den Namen an die damals üblichen spanischen Namen anderer Orte anzugleichen (viele der Orte der Gegend heißen „San“, weil sie nach christlichen Heiligen benannt wurden).
Die ersten Amerikanischen Siedler kamen 1850 nach San Ramon. Leo und Mary Jane Norris erwarben ein Stück Land von Amador. Weitere Personen, darunter William Lynch, James Dougherty und Major Samuel Russel siedelten hier und erwarben Land. Die Namen sind deshalb noch heute weitherum bekannt, weil die Straßen San Ramons ihre Namen Tragen: Norris, Lynch, Harlan, McCamley, Crow, Bollinger, Meese, Glass und Wiedemann. Sowohl das Haus von Harlan (gebaut 1858) als auch jenes von Wiedemann (1865) stehen noch an ihrem ursprünglichen Platz.
Bis die Stadt im Jahr 1873, als die erste offizielle Poststelle eröffnet wurde, ihren definitiven, heutigen Namen erhalten hatte, änderte sich dieser ein paar Mal. So wurde sie Brevensville, Lynchwille und Limerick genannt.
1864 wurde durch Brown and Co. eine Eisenbahnlinie von San Ramon nach Oakland errichtet, 1891 erreichte die Southern Pacific Railroad San Ramon. Bis 1909 war San Ramon die Endstation dieser Bahnlinie, wodurch die Bedeutung als Verkehrsknotenpunkt anstieg. Beide Bahnlinien existieren heute nicht mehr, San Ramon wird durch den Individualverkehr dominiert. Die Interstate 680 durchquert die Stadt von Norden nach Süden seit 1966.
Im Jahr 1970 hatte die Stadt 4084 Einwohner (und wurde noch „Village“ genannt), insgesamt 25.899 lebten in der Gegend. Die Inkorporation als selbstständige Stadt fand erst 1983 statt. Bereits vorher war mit dem Bau des Bishop Ranch Business Park begonnen worden, welcher der Stadt ein starkes Wachstum bescheren sollte.

## Wirtschaft
Als Teil des Silicon Valley haben hier mehrere große amerikanische Firmen ihre kalifornische Niederlassung, darunter die Mineralölgesellschaft Chevron Corporation, AT&T und UPS. Die Eröffnung des Bishop Ranch Business Park brachte der Stadt einen signifikanten Anstieg an Arbeitsplätzen. Die Stadtverwaltung erwartet in den nächsten fünfzehn Jahren einen Anstieg um weitere 16.000 Arbeitsplätze im Stadtgebiet.

## Persönlichkeiten
- Maggie Steffens (* 1993), Wasserballspielerin
- Anna Cockrell (* 1997), Hürdenläuferin
- Auston Matthews (* 1997), Eishockeyspieler
- Ryan Wright (* 2000), American-Football-Spieler